# Neopallene antipoda
Neopallene antipoda is een zeespin uit de familie Callipallenidae. De soort behoort tot het geslacht Neopallene. Neopallene antipoda werd in 1954 voor het eerst wetenschappelijk beschreven door Stock. 